# Kisaura longaria
Kisaura longaria är en nattsländeart som beskrevs av Wolfram Mey 1996. Kisaura longaria ingår i släktet Kisaura och familjen stengömmenattsländor. Inga underarter finns listade i Catalogue of Life.